# Silvijo Petriško
Silvijo Petriško (* 20. November 1979 in Zagreb) ist ein ehemaliger kroatischer Steuermann im Rudern, der 2000 Olympiadritter im Achter war.

## Sportliche Karriere
Petriško belegte bei den Weltmeisterschaften 1995 den achten und letzten Platz im Zweier mit Steuermann. 1996 war er Zwölfter im Vierer mit Steuermann bei den Junioren-Weltmeisterschaften. Im Jahr darauf belegte er den sechsten Platz im Zweier mit Steuermann bei den Junioren-Weltmeisterschaften. Im Nations Cup, dem Vorläufer der U23-Weltmeisterschaften, siegte 1997 der von Petriško gesteuerte Vierer und bei den Weltmeisterschaften in der Erwachsenenklasse erreichte er mit dem Vierer den fünften Platz. 1998 belegte Petriško mit dem Vierer den sechsten Platz beim Nations Cup, 1999 siegte der kroatische Vierer mit Steuermann.
In der Saison 2000 gewann der kroatische Achter die erste Weltcup-Regatta. Bei den Olympischen Spielen in Sydney siegten die Briten vor den Australiern, die Kroaten mit Igor Francetić, Tihomir Franković, Tomislav Smoljanović, Nikša Skelin, Siniša Skelin, Krešimir Čuljak, Igor Boraska, Branimir Vujević und Steuermann Silvijo Petriško erhielten die Bronzemedaille. Im Jahr darauf gewann der auf zwei Positionen umbesetzte kroatische Achter mit Oliver Martinov, Damir Vučičić, Tomislav Smoljanović, Nikša Skelin, Siniša Skelin, Krešimir Čuljak, Igor Boraska, Branimir Vujević und Silvijo Petriško bei den Weltmeisterschaften in Luzern die Silbermedaille hinter den Rumänen. 2002 siegte bei den Weltmeisterschaften der kanadische Achter vor den Deutschen und den US-Ruderern, der kroatische Achter belegte den vierten Platz. 
Silvijo Petriško steuerte noch bis 2008 den kroatische Achter, erreichte aber bei Weltmeisterschaften nicht mehr das A-Finale. Nach einem fünften Platz mit dem Achter bei den Europameisterschaften 2008 war er bei den Weltmeisterschaften 2011 noch einmal im Zweier am Start und belegte auch hier den fünften Platz.